# Мјафт!
Мјафт! (алб.  — „Доста!”) је невладина организација у Албанији, коју делимично финансира савезна влада САД. Током протеста 2024/25. у Србији, коришћена је идентична црвена шака, док су виђени и демонстранти с обележјима Мјафт! због чега су ове протесте поједини аналитичари назвали „покушајем обојене револуције”.